# سيفيرو ميزا
سيفيرو ميزا (بالإسبانية: Severo Meza)‏ (9 يوليو 1986 بولاية فيراكروز في المكسيك - ) هو لاعب كرة قدم مكسيكي في مركز الدفاع. شارك مع منتخب المكسيك لكرة القدم. أما مع النوادي، فقد لعب مع نادي مونتيري ودورادوس سينالوا.

## وصلات خارجية
- سيفيرو ميزا على موقع الاتحاد الدولي (مؤرشف)  (الإنجليزية)
- سيفيرو ميزا على موقع قاعدة بيانات كرة القدم.إي يو (الإنجليزية)
- سيفيرو ميزا على موقع ناشيونال فوتبول تيمز (الإنجليزية)
- سيفيرو ميزا على موقع Soccerway.com (الإنجليزية)
- سيفيرو ميزا على موقع AS.com (الإسبانية)